# Lessertia incana
Lessertia incana är en ärtväxtart som beskrevs av Schinz. Lessertia incana ingår i släktet Lessertia och familjen ärtväxter. Inga underarter finns listade i Catalogue of Life.